# 俺のハンバーグ
俺のハンバーグ（おれのハンバーグ）は、ムジャキフーズが東京都渋谷区に2店舗を展開しているハンバーグ専門店。略称は「俺ハン」。
俺のハンバーグ山本の名称変更に伴い、商標を持っているムジャキフーズが新たに「俺のハンバーグ」として2016年5月より渋谷へ2店舗を出店した。
2店舗それぞれ、イタリアンとフレンチの特色をメニューにも打ち出しており、店舗名と同名のメニュー俺のハンバーグにもそれぞれ違いがあるのが特徴。

## 出店
- 2016/05 俺のハンバーグ 賢志 OPEN
- 2016/06 俺のハンバーグ シュシュ渡辺 OPEN